# Eugen von Hippel
Eugen von Hippel (ur. 3 sierpnia 1867 w Królewcu, zm. 5 lipca 1939 w Getyndze) – niemiecki lekarz okulista. Przedstawił jeden z pierwszych opisów zespołu von Hippla-Lindaua.

## Życiorys
Eugen von Hippel urodził się jako syn Arthura von Hippla (1841–1916), profesora katedry okulistyki na Uniwersytecie w Królewcu, i Olgi z domu Magnus (1846–1900). Jego bratem był prawnik Robert von Hippel (1866–1951).
Studiował na Uniwersytecie Justusa Liebiga w Gießen, Uniwersytecie Alberta i Ludwika we Fryburgu Bryzgowijskim, Uniwersytecie Fryderyka Wilhelma w Berlinie, Uniwersytecie Ruprechta-Karola w Heidelbergu i Uniwersytecie Georga Augusta w Getyndze; tytuł doktora medycyny otrzymał w 1890 roku w Heidelbergu. Zaczął się specjalizować w okulistyce i w 1892 roku został asystentem Theodora Lebera. Napisał wtedy pracę o syderozie gałki ocznej, za którą otrzymał Nagrodę von Graefego w 1897 roku i profesurę na Uniwersytecie w Heidelbergu. Od 1909 do 1914 roku był profesorem kliniki ocznej w Halle i ostatecznie został profesorem okulistyki w Getyndze w 1915 roku. Był już wtedy uznanym światowym autorytetem od wrodzonych malformacji narządu wzroku. Zajmował się wtedy takimi zagadnieniami jak sympatyczne zapalenie oka, gruźlica oczna, czerniak złośliwy naczyniówki i choroby nerwu wzrokowego.
Jego córką była wiolonczelistka Lena Chemin-Petit (zm. 1994). Fizyk Arthur R. von Hippel był jego krewnym.

## Dorobek naukowy
W 1904 roku Eugen von Hippel opisał dwa przypadki zmian w siatkówce, które uznał za objaw nieopisanej dotąd choroby, nazwanej przez niego w kolejnej pracy z 1911 roku naczyniakowatością siatkówki (angiomatosis retinae). W 1926 roku szwedzki patolog Arvid Lindau opisał takie same zmiany skojarzone z guzami móżdżku i innych narządów; obecnie choroba znana jest jako choroba von Hippla-Lindaua.

## Prace
- Über die Schnabelsche Lehre von der Entstehung der glaukomatösen Excavation[10]. (1910)
- Die anatomische Grundlage der von mir beschriebenen „sehr seltenen Erkrankung der Netzhaut[11]. (1911)
- Bemerkungen zu einigen Fragen aus der Lehre von den Missbildungen des Auges[12]. (1909)
- Die Ergebnisse meiner Fluoresceinmethode zum Nachweis von Erkrankungen des Hornhautendothels[13]. (1902)
- Über experimentelle Erzeugung von angeborenem Star bei Kaninchen nebst Bemerkungen über gleichzeitig beobachteten Mikrophthalmus und Lidcolobo[14]. (1907)
- Ist das Zusammenvorkommen von Mikrophthalmus congenitus und Glioma retinae im gleichen Auge sicher erwiesen?[15] (1905)
- Ueber verschiedene Formen von angeborener Cataract und ihre Beziehungen zu einande[16] (1902)